# الكونغو البلجيكية في الحرب العالمية الثانية

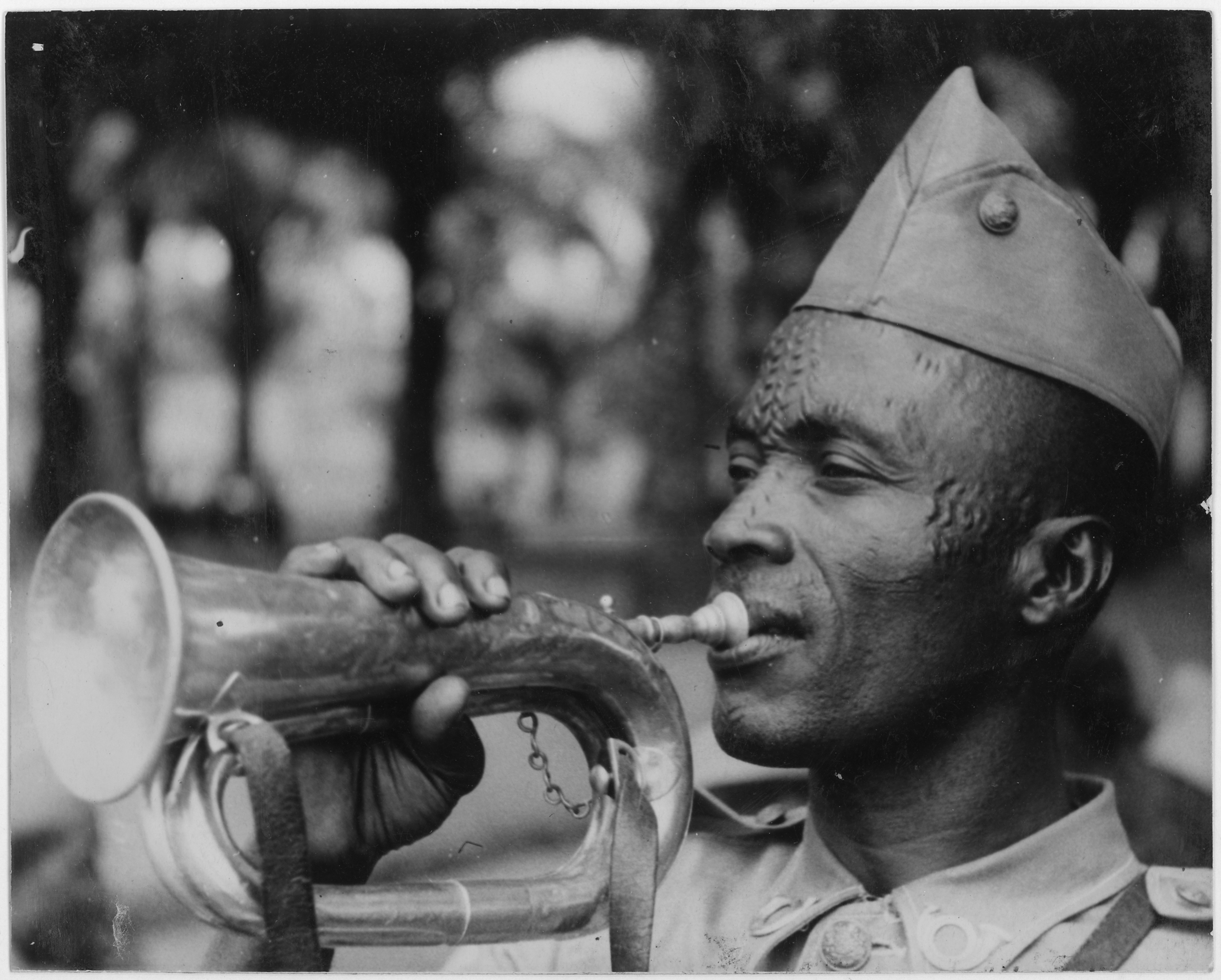

بدأت مشاركة الكونغو البلجيكية (جمهورية الكونغو الديمقراطية الحالية) في الحرب العالمية الثانية مع الغزو الألماني لبلجيكا في مايو 1940. على الرغم من استسلام بلجيكا، ظلت الكونغو إلى جانب الحلفاء في الصراع، بإدارة الحكومة البلجيكية في المنفى، وأمنت المواد الخام للمملكة المتحدة والولايات المتحدة اللتين كانتا بحاجتها كثيرًا، لا سيما الذهب واليورانيوم.
قاتلت القوات الكونغولية التابعة للقوة الشعبية إلى جانب القوات البريطانية في حملة شرق أفريقيا، وعملت وحدة طبية كونغولية في مدغشقر وفي حملة بورما. عملت التشكيلات الكونغولية كحاميات في مصر ونيجيريا وفلسطين.
لكن أدت الطلبات المتزايدة التي فرضتها السلطات الاستعمارية على السكان الكونغوليين خلال الحرب، إلى إضرابات وأعمال الشغب وأشكال أخرى من المقاومة، ولا سيما من السكان الأصليين الكونغوليين. قمعتهم السلطات الاستعمارية البلجيكية بعنف في أغلب الأوقات. بالمقابل أدى ازدهار الكونغو خلال الصراع إلى موجة هجرة بعد الحرب من بلجيكا، ليصل عدد السكان البيض إلى 100,000 بحلول عام 1950، بالإضافة إلى حقبة من التصنيع التي استمرت طوال الخمسينيات من القرن العشرين. أصبحت الكونغو موضع اهتمام الاتحاد السوفييتي خلال الحرب الباردة بسبب الدور الذي لعبه اليورانيوم خلال القتال.

## الخلفية
بعد الحرب العالمية الأولى، امتلكت بلجيكا مستعمرتين في إفريقيا: الكونغو البلجيكية، التي كانت تسيطر عليها منذ ضمها لدولة الكونغو الحرة في عام 1908، ورواندا أوروندي، المستعمرة الألمانية السابقة التي فُوضت إلى بلجيكا في عام 1924 من قبل عصبة الأمم. بلغ عدد القوات الاستعمارية البلجيكية 18,000 جندي، ما يجعلها واحدة من أكبر الجيوش الاستعمارية القائمة في أفريقيا في ذلك الوقت. شهد الكونغو ازدهارًا اقتصاديًا في العشرينيات من القرن العشرين، وطُورت المناجم والمزارع وشبكات النقل بصورة كبيرة. أدى الكساد الكبير إلى انهيار أسعار السلع، ما أدى إلى تقويض الاقتصاد القائم على الصادرات في المستعمرة وأدى إلى انخفاض كبير في الدخل والعمالة. الصناعة الوحيدة التي ازدهرت في تلك الفترة هي صناعة إنتاج القطن.
اتبعت الحكومة البلجيكية سياسة الحياد خلال السنوات بين الحربين العالميتين. غزت ألمانيا النازية بلجيكا في 10 مايو 1940 التي استسلمت بعد 18 يومًا من القتال واحتُلت من قبل القوات الألمانية. سُجن الملك ليوبولد الثالث الذي استسلم للألمان، بقية الحرب. قبل سقوط بلجيكا مباشرة، هربت حكومتها، بما في ذلك وزير المستعمرات، ألبرت دي فليشاوير، إلى بوردو في فرنسا.

## دخول الكونغو في الحرب
قرر الحاكم العام للكونغو، بيير ريكمانز، يوم استسلام الجيش البلجيكي أن المستعمرة ستبقى مخلصة للحلفاء. على الرغم من هذا التعهد، اندلع الاضطراب في مدينة ستانليفيل (الآن كيسانغاني في شرق الكونغو) بين السكان البيض الذين شعروا بالذعر حول مستقبل المستعمرة ومن خطر الغزو الإيطالي.
في 17 يونيو أعلنت فرنسا هدنة مع ألمانيا. على الرغم من أن ريكمانز أعلن أنه سيواصل دعم قضية الحلفاء، فإن الحكومة البلجيكية في بوردو أصيبت بخيبة أمل شديدة من الاستسلام الفرنسي. اعتقد رئيس الوزراء هوبير بيرلوت أن المستعمرة تفتقر إلى الموارد اللازمة لمواصلة القتال، لذا سيكون من الأفضل التفاوض على سلام مع ألمانيا بدلًا من الهرب إلى المملكة المتحدة. وافق معظم الوزراء على الرغم من أن دي فليشاور عارض ذلك. وبينما استعدت الحكومة للتفاوض مع ألمانيا، أبلغ ممثلو مختلف الشركات الكونغو بلجيكية في بوردو الوزراء بوجود شائعات أنه في حالة استسلام بلجيكا، فإن المملكة المتحدة ستسيطر على الكونغو. 
صمم البريطانيون على عدم وقوع الكونغو في يد قوات المحور، وخططوا لغزو المستعمرة واحتلالها إذا لم يتوصل البلجيكيون إلى اتفاق. وكان هذا الإصرار بسبب يأس الحلفاء وحاجتهم للمواد الخام -مثل المطاط- التي يمكن أن تنتجها الكونغو بكثرة. في 20 يونيو أبلغ وزير الخارجية البريطاني السفير البلجيكي في لندن أن المملكة المتحدة لن تقبل الهيمنة الألمانية على المستعمرة. وفي الوقت نفسه، اقترح رجال الأعمال الكونغو بلجيكيون أن يذهب دي فليشاور إلى لندن لضمان احترام السيادة البلجيكية على الكونغو. واقترح بيرلوت منح دو فليشاور لقبًا جديدًا وهو المدير العام للكونغو، ما يسمح له بمتابعة هذه القضية حتى لو انهارت الحكومة فيما بعد وأصبح تفويضه الوزاري ملغيًا. وافقت الحكومة على الفكرة وغادر دي فليشاور إلى لندن، ووصل في 4 يوليو. تحدث مع أعضاء الحكومة البريطانية وأكد لهم أنه سيضع جميع المواد الخام في الكونغو تحت تصرف المجهود الحربي للمملكة المتحدة. تمكن بيرلوت ووزيران آخران خلال الأشهر التالية من الوصول إلى لندن بينما أعلن الباقون عزمهم على البقاء في فرنسا والاستقالة. في أكتوبر، أسس بيرلوت ودي فليشاور والوزيران الآخران الحكومة البلجيكية رسميًا في المنفى، واعترفت بها المملكة المتحدة. على الرغم من حضوره، تعرض دي فليشاور للتهميش السياسي من قبل وزير المالية كاميل غوت وبعد ذلك أدى دورًا محدودًا في الحكومة.

## المساهمة الاقتصادية
بعد فترة وجيزة من تشكيل الحكومة البلجيكية في المنفى في لندن، بدأت المفاوضات بين البلجيكيين والبريطانيين حول الدور الذي ستلعبه الكونغو في المجهود الحربي للحلفاء. توصل الطرفان إلى اتفاق في 21 يناير 1941، قُبلت فيه جميع المطالب البريطانية، بما في ذلك تخفيض قيمة الفرنك الكونغولي بنسبة 30% ودخول الكونغو إلى منطقة الإسترليني. مع الاتفاق الرسمي والإعلان الكونغولي بدعم الحلفاء، وضع اقتصاد الكونغو -بصورة خاصة إنتاجه للمواد الخام الهامة- تحت تصرف الحلفاء. على الرغم من أن ريكمانز وزعماء بنك الكونغو البلجيكي (البنك المركزي للكونغو) كانوا سعداء بدخول منطقة الإسترليني التي ضمنت سوق تصدير للإقليم، فإنهم كرهوا الأسعار الثابتة التي نصت عليها الاتفاقية والتي كانت مواتية المملكة المتحدة وقلقوا من أن التداول بالإسترليني فقط قد يؤثر سلبًا على احتياطيات النقد الأجنبي في الكونغو. كان قادة الأعمال التجارية في المستعمرة مستائين أيضًا، وعززوا إنتاج السلع غير المذكورة في الاتفاقية لبيعها للولايات المتحدة المحايدة بقيمتها السوقية القياسية. انضمت الولايات المتحدة في وقت لاحق إلى الحلفاء، وظلت التجارة الكونغولية موجهة إلى كل من الولايات المتحدة والمملكة المتحدة. 
أصبحت الكونغو مزدهرة اقتصاديًا بصورة رئيسية خلال فترة الكساد الكبير في ثلاثينيات القرن العشرين، إذ شجعت الحكومة البلجيكية إنتاج القطن فيها، الذي كان له قيمة في السوق الدولية. كانت أكبر المطالب الاقتصادية للكونغو خلال الحرب تتعلق بالمواد الخام. بين عامي 1938 و1944، ارتفع عدد العاملين في مناجم أونيون مينيير دو أو كاتنغا (يو إم إتش كي) من 25,000 إلى 49,000 للتعامل مع الطلب المتزايد. سنّت الإدارة الاستعمارية في نهاية المطاف سياسات ناجحة تهدف إلى زيادة حجم القوى العاملة في الكونغو. ارتفع عدد العمال المأجورين في المستعمرة من 480,000 في عام 1938 إلى 800,000 في عام 1945. من أجل زيادة الإنتاج للجهود الحربية، زادت السلطات الاستعمارية الساعات والسرعة التي كان من المتوقع أن يعمل بها العمال من الأوروبيين والأفارقة. أدى هذا إلى زيادة الاضطرابات العمّالية عبر المستعمرة. ازداد الاستياء بين السكان البيض بسبب زيادة «ضريبة الحرب» بنسبة 40%. فُرضت ضرائب عالية وضُبطت الأسعار منذ عام 1941، ما حد من مقدار الربح الذي يمكن تحقيقه وكبح الاستغلال. 